# 哈姆·理查森
哈姆·理查森（英語：Ham Richardson，1933年8月24日—2006年11月5日），美国男子网球运动员。他曾联同亚历克斯·奥尔梅多获得1958年美国网球公开赛男子双打冠军。他于1969年退役，2006年在纽约去世。